# Walter Söhne
Walter Söhne (* 7. Oktober 1913 in Fürstenberg, Waldeck; † 24. Dezember 2011 in Gräfelfing) war ein deutscher Landmaschineningenieur.

## Werdegang
Söhne, 1913 geboren in Fürstenberg, war von 1965 bis 1982 Ordinarius für Landmaschinentechnik an der Technischen Universität München. Er war Pionier in der Forschung auf dem Gebiet Bodenmechanik. In den 1970er Jahren war er Präsident der International Society for Terrain Vehicle Systems (ISTVS).

## Auszeichnungen
- 1981: Verdienstkreuz am Bande der Bundesrepublik Deutschland
- Ehrendoktorwürde